# Connaught Engineering
Pour les articles homonymes, voir Connaught.
Connaught Engineering est un constructeur de châssis de course automobile et une ancienne écurie de Formule 1 britannique fondée par Kenneth McAlpine, Rodney Clarke et Mike Oliver en 1950. Les Connaught ont débuté en championnat du monde de Formule 1 en 1952 et ont disputé 17 Grands Prix jusqu'en 1959. 
Le meilleur classement d'une Connaught est une troisième place obtenue par Ron Flockart au Grand Prix d'Italie à Monza sur une Connaught B. Si l'écurie officielle Connaught se retire du championnat du monde à l'issue de la saison 1953, de nombreux "gentlemen drivers" continuent d'engager à titre privé des châssis Connaught jusqu'en 1959.
L'entreprise Connaught cesse toute activité en 1960 mais Paul Emery, fondateur d'Emeryson, rachète l'outillage de course et, avec l'appui d'anciens mécaniciens de Connaught, construit l'Emeryson 61 qui dispute également quelques Grands Prix de Formule 1 en 1962.
La marque renaît en 2002 et produit, artisanalement et en faible volume, un modèle routier, la Type D GT Syracuse (berline quatre places motorisée par un bloc V10 de deux litres développant 300 chevaux).

## Historique

Connaught type B

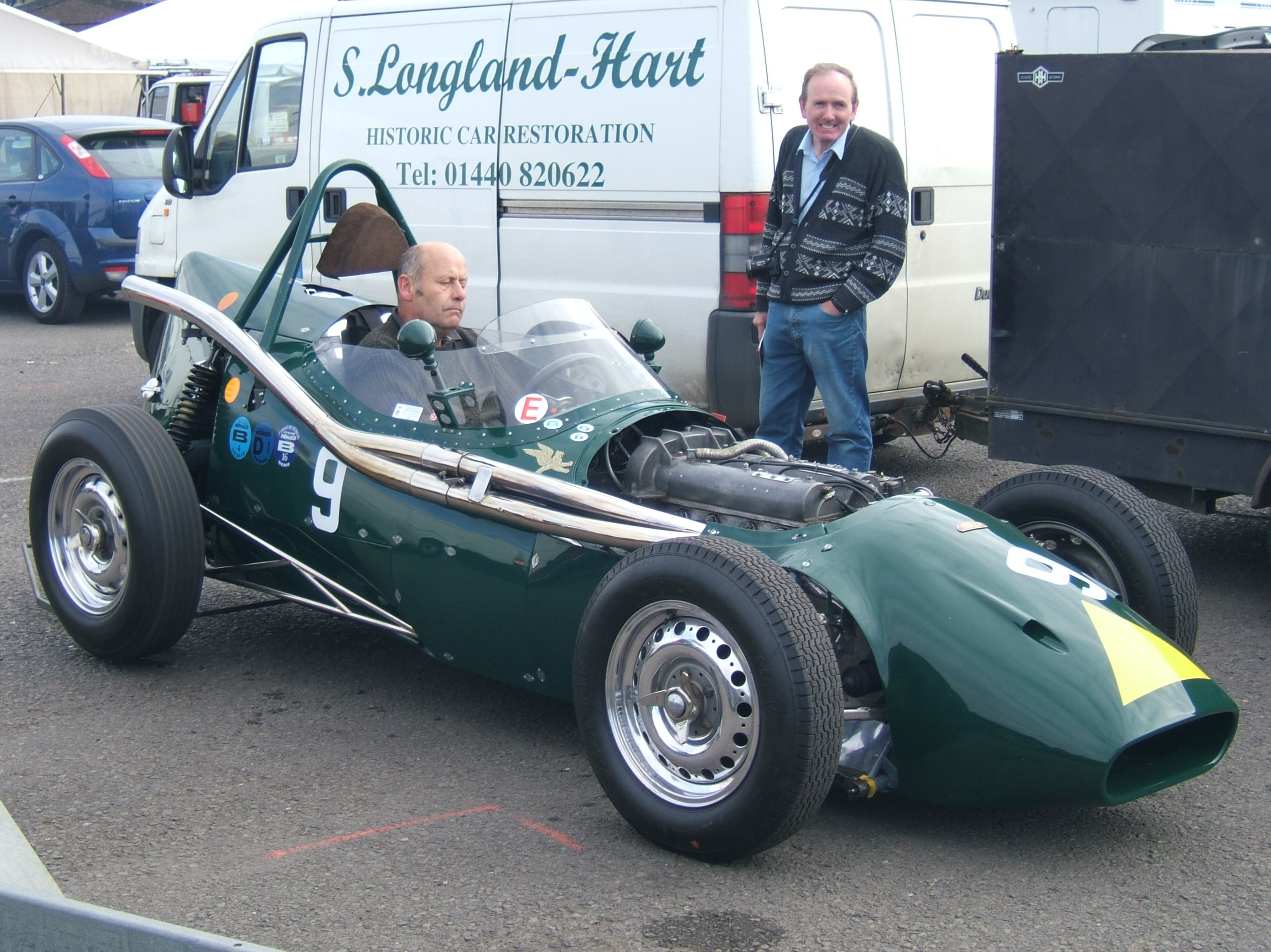
Connaught type C

Kenneth McAlpine fonde l'écurie de course automobile Connaught en 1950 avec, comme associés, les ingénieurs Rodney Clarke et Mike Oliver. Le projet aboutit en juillet 1951 par la construction d'une monoplace de Formule 2, la type A, qui utilise un moteur Lea-Francis. Les Connaught sont des voitures assez performantes : McAlpine se classe second, au volant de la Connaught A, du Daily Mail Trophy. Les Connaught prennent alors part à des courses plus importantes de Formule 2 et débutent en championnat du monde de Formule 1 à Silverstone.
Les débuts en à Silverstone, sont encourageants puisque Dennis Poore, qualifié en huitième position, termine quatrième du Grand Prix tandis que Ken Downing finit neuvième après avoir obtenu la cinquième place sur la grille de départ. Les monoplaces, également engagées en Formule 2, emportent deux succès dans la discipline grâce aux mêmes pilotes (Downing à la Madgwick Cup et Poore au Newcastle Journal Trophy). 
En 1953, si les voitures se montrent toujours efficaces en Formule 2, notamment aux mains de Roy Salvadori qui permet à l'écurie de remporter à nouveau la Madgwick Cup, leur manque de fiabilité les empêche de rentrer dans les points dans la discipline-reine.
En 1954, le changement de réglementation contraint Connaught à se retirer officiellement de la compétition mais de nombreux gentlemen-drivers achètent des châssis Connaught pour s'engager à titre privé : ils sont cinq à s'aligner lors du Grand Prix de Grande-Bretagne, dont Don Beauman, le plus rapide pilote sur Connaught. À la fin de l'année, Mike Oliver conçoit le modèle B, motorisé par un  Alta 2,5 litres à quatre cylindres en ligne en lieu et place du moteur Lea-Francis de 2 litres. Ce changement de motorisation ne met toutefois pas au rencard la Connaught A, toujours utilisée notamment par Beauman qui termine troisième du Glover Trophy, course hors-championnat. Fin 1954, Tony Brooks s'impose lors de la course hors-championnat de Syracuse, et signe par la même la première victoire notable d'un constructeur britannique depuis 1924. 
En 1956, Jack Fairman termine quatrième du Grand Prix de Grande-Bretagne, puis cinquième à Monza, tandis que son coéquipier Ron Flockhart termine sur le podium. Malgré la quatrième place de Stuart Lewis-Evans au Grand Prix de Monaco 1957, l'écurie doit se retirer du championnat faute de moyens financiers. Le manager de Stuart Lewis-Evans, Bernie Ecclestone, achète deux monoplaces pour permettre à Fairman et Bueb de courir à Silverstone en 1958, sans résultat notable.
En 1959, Paul Emery, gentleman-driver sur Connaught mais également fondateur de Emeryson, une écurie artisanale en sommeil depuis quelques années, poursuit la préparation du Type C, utilisé par Bob Said à Sebring (treizième sur la grille puis abandon), il s'agit de l'ultime engagement d'une Connaught en Formule 1. La Connaught C est alors modifiée pour être engagée aux 500 Miles d'Indianapolis avec Said au volant, sans succès.
En 1960, Paul Emery se retrouve en manque de fournisseur de châssis et rachète l'outillage de course de Connaught qui avait cessé son activité de constructeur dès la fin de l'année 1957. Avec l'appui d'anciens mécaniciens de Connaught, Il construit l'Emeryson 61, une monoplace de Formule 2 qui dispute également quelques Grands Prix de Formule 1 en 1962.

## Résultats en championnat du monde de Formule 1
| Saison | Écurie                | Châssis      | Moteur      | Pneus        | Pilotes                                                                                      | Grands Prix disputés | Points inscrits | Classement |
| ------ | --------------------- | ------------ | ----------- | ------------ | -------------------------------------------------------------------------------------------- | -------------------- | --------------- | ---------- |
| 1952   | Connaught Engineering | Connaught A  | Lea-Francis | Dunlop       | Dennis Poore Eric Thompson Stirling Moss Kenneth McAlpine Ken Downing                        | 2                    | -               | -          |
| 1953   | Connaught Engineering | Connaught A  | Lea-Francis | Dunlop       | Kenneth McAlpine Stirling Moss Jack Fairman Roy Salvadori Prince Bira                        | 5                    | -               | -          |
| 1955   | Connaught Engineering | Connaught Bs | Alta        | Dunlop       | Kenneth McAlpine Jack Fairman                                                                | 1                    | -               | -          |
| 1956   | Connaught Engineering | Connaught B  | Alta        | Avon Pirelli | Leslie Leston Ron Flockhart Jack Fairman Archie Scott-Brown Desmond Titterington Mike Oliver | 2                    | -               | -          |
| 1957   | Connaught Engineering | Connaught B  | Alta        | Dunlop       | Stuart Lewis-Evans Ivor Bueb                                                                 | 1                    | -               | -          |

| Saison | Écurie                    | Châssis      | Moteur      | Pneus     | Pilotes                                                           | Grands Prix disputés |
| ------ | ------------------------- | ------------ | ----------- | --------- | ----------------------------------------------------------------- | -------------------- |
| 1952   | Ken Downing               | Connaught A  | Lea-Francis | Dunlop    | Ken Downing                                                       | 1                    |
| 1953   | Écurie Belge              | Connaught A  | Lea-Francis | Englebert | Johnny Claes André Pilette                                        | 5                    |
| 1953   | RRC Walker Racing Team    | Connaught A  | Lea-Francis | Dunlop    | Tony Rolt                                                         | 1                    |
| 1953   | Ecurie Ecosse             | Connaught A  | Lea-Francis | Dunlop    | Ian Stewart                                                       | 1                    |
| 1954   | Bill Whitehouse           | Connaught A  | Lea-Francis | Dunlop    | Bill Whitehouse                                                   | 1                    |
| 1954   | Leslie Marr               | Connaught A  | Lea-Francis | Dunlop    | Leslie Marr                                                       | 1                    |
| 1954   | RRC Walker Racing Team    | Connaught A  | Lea-Francis | Dunlop    | John Riseley-Prichard                                             | 1                    |
| 1954   | Sir Jeremy Boles          | Connaught A  | Lea-Francis | Dunlop    | Don Beauman                                                       | 1                    |
| 1954   | Ecurie Ecosse             | Connaught A  | Lea-Francis | Dunlop    | Leslie Thorne                                                     | 1                    |
| 1955   | RRC Walker Racing Team    | Connaught B  | Alta        | Dunlop    | Peter Walker Tony Rolt                                            | 1                    |
| 1955   | Leslie Marr               | Connaught Bs | Alta        | Dunlop    | Leslie Marr                                                       | 1                    |
| 1956   | Piero Scotti              | Connaught B  | Alta        | Pirelli   | Piero Scotti                                                      | 2                    |
| 1958   | B Ecclestone              | Connaught B  | Alta        | Dunlop    | Bernie Ecclestone Bruce Kessler Paul Emery Jack Fairman Ivor Bueb | 2                    |
| 1959   | Paul Emery Connaught Cars | Connaught C  | Alta        | Dunlop    | Bob Said                                                          | 1                    |
| 1959   | John Fischer              | Connaught B  | Alta        | Dunlop    | Bruce Halford                                                     | 1                    |

## Palmarès en F1
- 1952 : Dennis Poore : 4e à Silverstone ; Eric Thompson : 5e à Silverstone.
- 1956 : Jack Fairman : 4e à Silverstone, 5e à Monza ; Ron Flockhart : 3e à Monza.
- 1957 : Stuart Lewis-Evans : 4e à Monaco.

## Résultats aux 24 heures du Mans
| Année | Écurie                | Châssis | Numéro | Catégorie   | Pilotes                        | Résultat |
| ----- | --------------------- | ------- | ------ | ----------- | ------------------------------ | -------- |
| 1955  | Connaught Engineering | AL/SR   | 43     | 1001 à 1500 | Eric Thompson Kenneth McAlpine | Abandon  |